# 景福围纪念亭
景福围纪念亭，位于中国广东省肇庆市端州区江滨中路，为肇庆市的一个市、县级文物保护单位，类型为古建筑，公布时间为2003年5月6日。
景福围纪念亭的历史年代为1935。